# 長禄の変
長禄の変（ちょうろくのへん）は、室町時代の長禄元年12月2日（1457年12月18日）に赤松氏の遺臣らが後南朝の行宮を襲い、南朝の皇胤である自天王と忠義王（後南朝の征夷大将軍）とされる兄弟を討って神璽を持ち去った事件。ただし、赤松氏の遺臣らは、この際、一度は神璽の奪取に成功するものの、吉野の郷民に奪い返されてしまい、翌年3月、改めて奪回作戦を決行している。森茂暁は『闇の歴史、後南朝：後醍醐流の抵抗と終焉』でこの長禄元年と2年の事件を合わせて長禄の変と呼んでいる。

## 経過
三種の神器の内、神璽は禁闕の変で吉野朝廷（南朝）復興を唱える勢力（後南朝）によって持ち去られたままとなっていた。長禄の変とは、この神璽を嘉吉の乱により滅亡した赤松家の遺臣が奪い返した事件であるが、決行に当たり彼らは神璽を奪回した暁には次郎法師丸（後の赤松政則）を家督として赤松家の再興を認めるという後花園天皇の綸旨と足利義政の御内書を得ていたとされる。そうした消息を伝えるのが「堀秀世上月満吉連署注進状」と呼ばれる史料で、事件に関った赤松家遺臣の一人である上月左近将監満吉が事件後20余年を経た文明10年（1478年）に事件の顚末を記したもの。その冒頭で「綸旨并御内書等当方御頂戴之間」と事が後花園天皇の綸旨と足利義政の御内書を得て行われたことが明記されている。また赤松氏の一族である因幡守入道定阿が天正16年（1588年）に著した『赤松記』にも同様の趣旨が記されており、こちらには綸旨や御内書についての言及はないものの、「赤松衆□□□天下第一の忠賞に預り、この家再興を致さんとの望みにて、工夫してこの吉野殿を討果し神璽を取り返し奉るべし。然らば次郎法師丸に御安堵有るべきかと内々を以て訴訟申す所に、上意の御内証相叶ひ、三條殿を以て禁中へも申し上ぐ」と将軍の「上意」を得た上で内大臣・三條実量を通して宮中へも話が通じていたことが記されている。さらに同書には赤松遺臣らは三條実量の「御内」（家臣）である石見太郎右衛門を介して三條実量に働きかけていた経緯も記されている。この石見太郎右衛門について東福寺の僧・太極正易の日記『碧山日録』の長禄3年11月24日の条には「洛有（邑）の石見太郎は亡臣赤松氏の家客なり」とあり、元は赤松家の客分だったことがうかがえる。
こうして神璽奪回の見返りに赤松家再興を認めるという保証を得た遺臣らだが、「堀秀世上月満吉連署注進状」によれば、事件に関わったのは30人。また『赤松記』によれば、遺臣らは牢人ゆえ身の置き所もなく、堪忍も続かないので吉野殿に一味し都を攻め落とし都へ御供したいと色々に虚言を弄して後南朝勢力に近づいたとされる。そして、長禄元年12月2日子の刻（午前0時頃）、大雪が降る中、自天王（史料では「一宮」）がいる吉野奥北山と忠義王（史料では「二宮」）のいる河野郷へ二手に分かれて攻め入った。上月満吉は河野郷にいる二宮襲撃に加わり、「堀秀世上月満吉連署注進状」によれば、その頸を討ち奉る（「二宮奉討御頸」）というミッションの中心的な役割を果たしていたことがわかる。一方、『赤松記』によれば、北山の一宮も丹生屋帯刀左衛門と弟の四郎左衛門が討ち果たし、神璽の奪回にも成功、退去を図ろうとしたものの、「吉野十八郷の者」、つまりは吉野の郷民らの追撃を受けて兄弟とも伯母谷というところで討死、神璽も奪い返されてしまう。つまり、計画は両宮の殺害には成功したものの、赤松家再興の条件であった神璽の奪回には失敗したことになる。
それを改めて果たしたのが長禄2年（1458年）3月の事件で、赤松側は小寺藤兵衛入道という者が中心となって大和国の国人・越智家栄らの協力を得て今度こそ神璽を持ち去ることに成功。ただし、その経緯については「堀秀世上月満吉連署注進状」や『赤松記』に記されてはいるものの、「小寺藤兵衛入道不思儀の了簡廻らし」（「堀秀世上月満吉連署注進状」）、「小寺藤兵衛入道、大和衆越知（智）と申す者を頼み種々の謀を廻らし」（『赤松記』）といずれもディテールを欠く描写となっており、おそらく上月満吉はこの計画には関っておらず、詳細は承知していなかったものと思われる。その知られざるミッションの一端を伝えるのが興福寺別当・経覚の日記『経覚私要鈔』で、長禄2年4月16日の条として「神璽は川上母公所に預けらる。此の段、小川弘光存知せしめ、悪党を入れ盗み取り了ぬ」とあり、森茂暁はここに登場する小川弘光を「堀秀世上月満吉連署注進状」に名前の挙がる小河中務少輔と同一人物であるとし、越智家栄と同じく大和国の国人であるとしている。
その後、神璽は小川弘光が色々な条件・要求を突きつけ、幕府を手こずらせるものの、同年8月30日には京へと戻り、朝廷へ返還された。室町幕府は後南朝によって約15年もの間、京都から持ち去られていた神璽の奪回成功の功績を認め、赤松氏の再興を許し、赤松政則に家督を相続させた。また、その勲功として加賀北半国の守護職、備前国新田荘、伊勢高宮保が与えられた。 
赤松氏再興と所領の付与には細川勝元が積極的に関与している事も確認されており、赤松氏を取り立てる事で山名宗全に対抗する政治的意図があったとされている。